# リル＝ジュルダン (ヴィエンヌ県)
リル＝ジュルダン （L'Isle-Jourdain）は、フランス、ヌーヴェル＝アキテーヌ地域圏、ヴィエンヌ県のコミューン。

## 地理

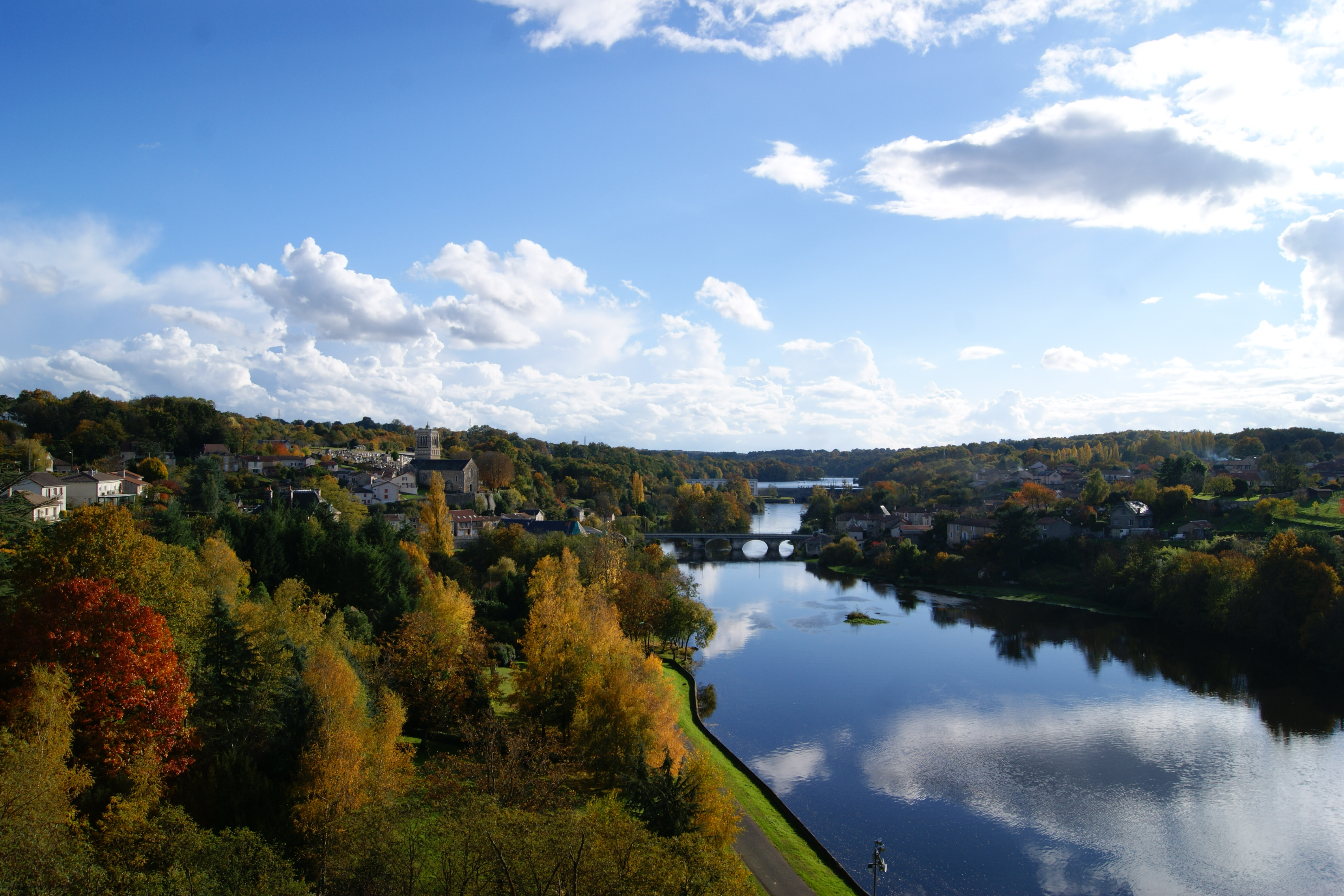
ヴィエンヌ川谷

ヴィエンヌ川は非常に近くにあり、川の右岸へと町が徐々に伸びていく。高さが約40mある高架橋は、忘れることのできないパノラマを提供する。植物相はこの地方で非常に豊かである。

## 由来
コミューンの名は、ラテン語のInsula Jordani、文字通り『ジュルダンの島』からきている。1080年から1120年まで存在したジュルダン領主は、ヴィエンヌ川に浮かぶ小さな島に本拠地を置き、自分の名を残した。

## 歴史
コミューンには少なくとも4世紀から人が定住していた。
11世紀から12世紀にかけてのジュルダン領主は、橋の通行料を徴収し、岩がちな小島の上に築かれた城に住んでいた。
リル＝ジュルダンは、フランス革命の進展を歓迎した。革命の象徴である自由の木が植えられた。そこでは、全ての祝祭や革命に関する行事が行われた。しかし、1798年におきた王党派の反乱で自由の木は引き抜かれて燃やされた。
1848年、1848年のフランス革命で、フランスに共和制が復活すると、自由の木（もみの木）が植えられた。
第二次世界大戦中、リル＝ジュルダンは本土での戦闘から遠く離れていた。しかし、空中戦は村の空で行われていた。1943年6月、フォッケウルフ Fw190が空中戦で撃墜され、リル＝ジュルダンに墜落した。
1940年から1942年、ヴィシー政府のイル・ド・フランス連隊の第72砲兵連隊が、イスーダンとダン・シュル・オロン、リル＝ジュルダンに閉じ込められていた。

## 人口統計
| 1962年 | 1968年 | 1975年 | 1982年 | 1990年 | 1999年 | 2008年 | 2014年 |
| ------ | ------ | ------ | ------ | ------ | ------ | ------ | ------ |
| 1251   | 1265   | 1223   | 1336   | 1269   | 1287   | 1225   | 1159   |

参照元:1962年から1999年までは複数コミューンに住所登録をする者の重複分を除いたもの。それ以降は当該コミューンの人口統計によるもの。1999年までEHESS/Cassini、2006年以降INSEE。